# Cotswolds

Lage der Cotswolds in England

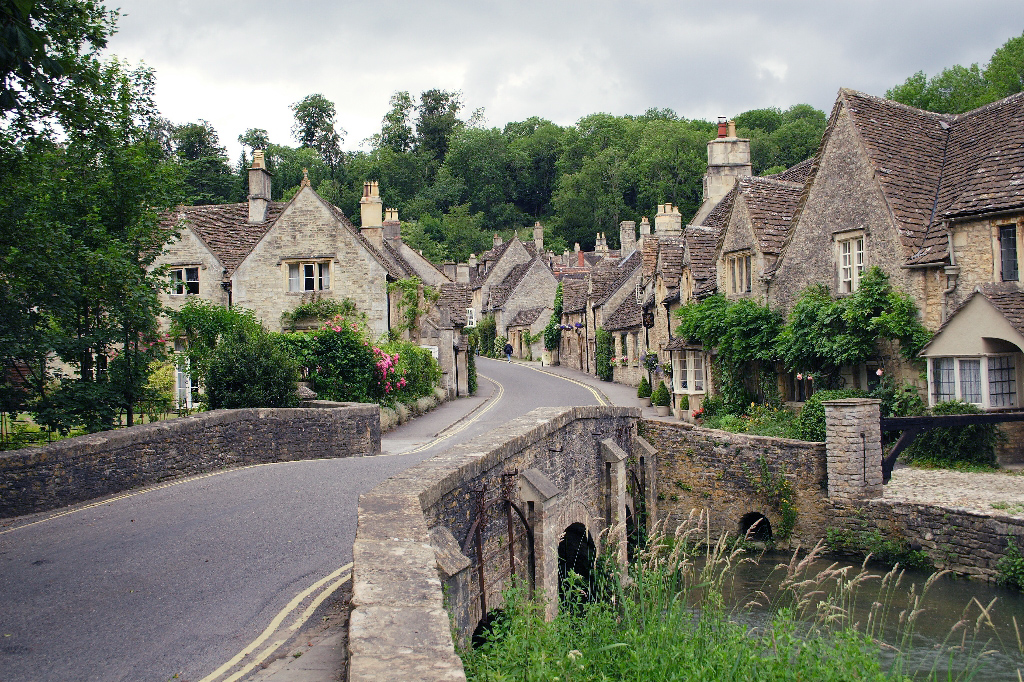
Typische Häuser in Castle Combe

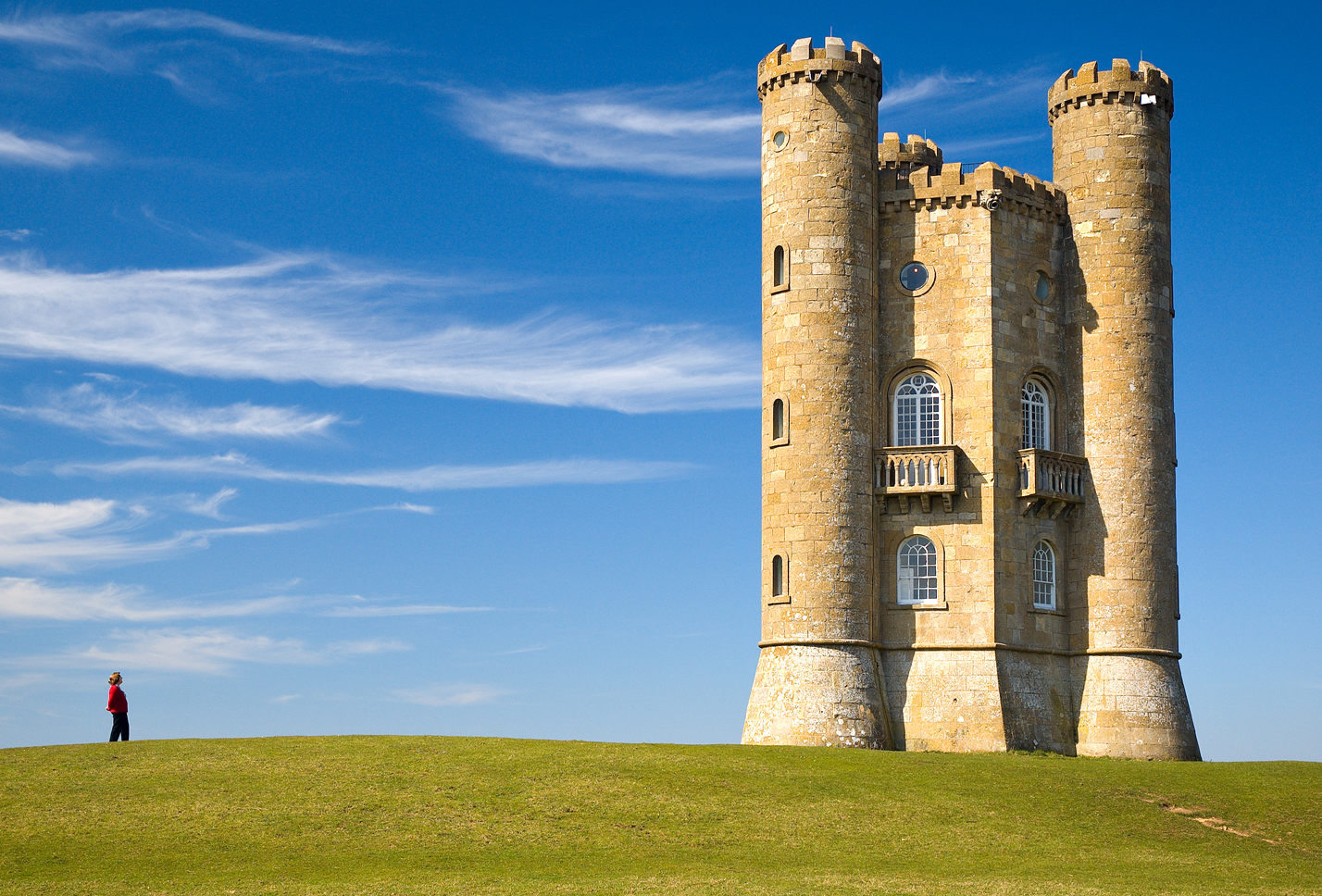
Broadway Tower in den Cotswolds

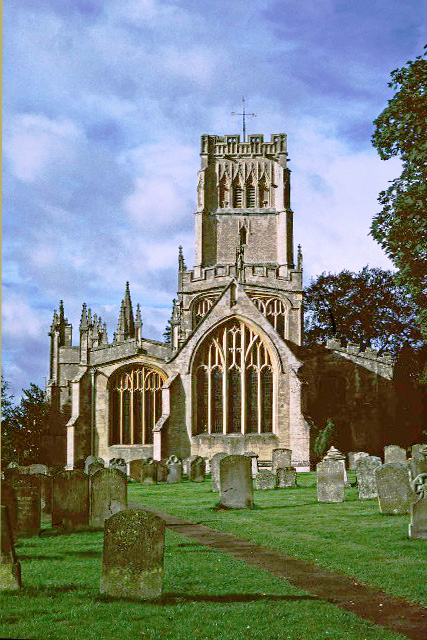
„Wollkirche“ im Perpendicular Style in Northleach

Die ein Gebiet von über 2000 km² umfassenden Cotswolds sind eine Region im Südwesten Englands, die mitunter auch als das „Herz Englands“ bezeichnet wird. Im Jahr 1966 wurden die Cotswold Hills als Area of Outstanding Natural Beauty klassifiziert.

## Lage
Die Cotswolds sind eine Hügellandschaft (die höchste Erhebung, der Cleeve Hill, misst 330 m), die von Südwesten nach Nordosten durch sechs Grafschaften (counties) verläuft. Zu diesen Grafschaften gehören u. a. Gloucestershire, Oxfordshire und Warwickshire. Im Norden werden die Cotswold Hills durch den Fluss Avon begrenzt, im Osten durch die Stadt Oxford, im Westen durch Cheltenham und im Süden durch das Tal der Themse und Städte wie Lechlade und Fairford am River Coln.

## Städte und Orte
Größere Städte wie Bristol, Bath, Gloucester, Cheltenham oder Cirencester liegen am Rand der Cotswolds. Typische Orte der Region sind Broadway, Burford, Chedworth, Chipping Norton, Moreton-in-Marsh, Painswick und Stow-on-the-Wold. Das Dorf Chipping Campden ist bekannt für sein Kunsthandwerkszentrum, das Anfang des 20. Jahrhunderts von Charles Robert Ashbee eingerichtet wurde. Bibury wurde als das „schönste Dorf“ Englands bezeichnet.

## Häuser
Die oft nur anderthalb-geschossigen Häuser der Cotswolds sind zumeist Steinbauten; Fachwerkbauten sind eher selten. Sie waren früher stroh- oder schilfgedeckt; erst relativ spät erhielten sie Dächer aus den ehemals deutlich teureren Ziegeln.

## Wirtschaft
Die hügeligen Cotswolds waren und sind eine Agrarregion, in der auch Rinder- und Schafzucht eine Rolle spielten. Heute spült der Tourismus viel Geld in die privaten und öffentlichen Kassen.

## Geschichte
Uley Bury ist eines der Hillforts aus der Eisenzeit. Auch die Römer haben in der Gegend Spuren hinterlassen (z. B. in Cirencester oder bei Chedworth). Im Mittelalter profitierte die Region vom Wollhandel, und der so gewonnene Reichtum wurde auch für die Schaffung religiöser Bauten eingesetzt. Für die sogenannten Wool Churches („Wollkirchen“) benutzte man den für die Region charakteristischen Kalkstein. Dieser wurde in vielen Dörfern und Kleinstädten als Baumaterial eingesetzt. Die Gegend ist wohlhabend geblieben, da vermögende Londoner hier häufig einen zweiten Wohnsitz haben oder sich in dieser Gegend zur Ruhe setzen.

## Kunst
Die Cotswolds haben Künstler aus allen Bereichen inspiriert. Darunter war in der zweiten Hälfte des 19. Jahrhunderts William Morris, der Mitbegründer des Arts and Crafts Movements, der von der ländlichen Architektur und der Einfachheit des bäuerlichen Handwerks beeindruckt war.
Die Komponisten Gustav Holst († 1934), Ralph Vaughan Williams († 1958) und Herbert Howells († 1983) wurden hier geboren.
Einige Szenen der Harry-Potter-Filme wurden in den Cotswolds gedreht, ebenso Teile der Jane-Austen-Verfilmung Stolz und Vorurteil. Die Fernsehserie Father Brown wurde nahezu komplett hier gedreht. Auch die Außenaufnahmen zur Fernsehserie Downton Abbey entstanden in den Cotswolds. Clarkson’s Farm befindet sich in den Cotswolds.